# Peter Richert
Peter Georg Ernst Richert (* 15. Januar 1962 in Aschaffenburg) ist ein Brigadegeneral des Heeres der Bundeswehr und führt seit Oktober 2023 das Kommando Aufklärung und Wirkung in Daun.

## Leben

### Ausbildung und erste Verwendungen
Richert trat 1981 in die Bundeswehr ein und absolvierte als Offizieranwärter die Offizierausbildung der Fernmeldetruppe EloKa (Elektronische Kampfführung) zum Offizier des Truppendienstes und studierte Wirtschafts- und Organisationswissenschaften an der Hochschule der Bundeswehr München. Es folgten erste Verwendungen ab 1986 als Zugführer und als S-2-Offizier im Fernmeldebataillon 220 in Donauwörth und anschließend als Zugführer und als Kompaniechef im Fernmelderegiment 120 (EloKa) in Rotenburg (Wümme). 1994 wurde das Regiment aufgelöst und Richert absolvierte, zusammen unter anderem mit dem späteren Inspekteur des Heeres Alfons Mais, bis 1996 den 37. Generalstabslehrgang Heer an der Führungsakademie der Bundeswehr in Hamburg, wo er zum Offizier im Generalstabsdienst ausgebildet wurde.

### Dienst als Stabsoffizier
Ab 1998 war Richert als Stabsoffizier für Militärisches Nachrichtenwesen (G 2) im Amt für Nachrichtenwesen der Bundeswehr in Bad Neuenahr-Ahrweiler und ab 1998 als Dozent Operative Führung und J 2 an der Führungsakademie der Bundeswehr in Hamburg tätig. Während der beiden Verwendungen absolvierte er jeweils einen Auslandseinsatz (siehe Abschnitt unten). Im Jahr 2000 wurde Richert G 3 Operationen der 14. Panzergrenadierdivision in Neubrandenburg und 2002 wechselte er als Referent in das Referat III 1 im Führungsstab des Heeres des Bundesministeriums der Verteidigung. 2003 übernahm Richert das Kommando über das Bataillon Elektronische Kampfführung 932 in Frankenberg (Eder) und wurde 2005 Executive Officer und persönlicher Referent des General Managers der NATO C3 (Command, Control, Communication) Agentur (heute: NATO Communications and Information Agency) in Brüssel. 2010 folgte eine kurze Verwendung im Heeresführungskommando als Dezernatsleiter Grundsatz Militärisches Nachrichtenwesen (wobei er seinen dritten Auslandseinsatz absolvierte), bevor er im gleichen Jahr Leiter des Bereichs Weiterentwicklung der Führungsunterstützungsschule der Bundeswehr in Pöcking und 2011 Bereichsleiter Fähigkeitsanalyse im Bundesamt für Informationsmanagement und Informationstechnik der Bundeswehr in Koblenz wurde. 2012 wechselte Richert erneut seinen Dienstposten, diesmal zum Kommando Strategische Aufklärung in Grafschaft als Abteilungsleiter Weiterentwicklung. 2014 folgte der Einsatz als Referatsleiter Strategie und Einsatz I 2 im Bundesministerium der Verteidigung, wo er auch Teilprojektleiter im Aufbaustab des neuen Organisationsbereichs Cyber- und Informationsraum war.

### Dienst als General
Im April 2016 wurde Richert stellvertretender Kommandeur und Kommandeur EloKa-Truppen Kommando Strategische Aufklärung in Grafschaft. Auf diesem Dienstposten erhielt er die Ernennung zum Brigadegeneral. Im Oktober 2018 folgte ihm Dag Baehr nach und Richert wechselte als Abteilungsleiter Einsatz zum Kommando Cyber- und Informationsraum. 2022 wurde er Abteilungsleiter J2Bw im Kommando CIR, bevor er im Oktober 2023 Kommandeur des Kommandos Aufklärung und Wirkung in der Heinrich-Hertz-Kaserne in Daun wurde.

### Auslandseinsätze
Richert nahm an drei Auslandseinsätzen der Bundeswehr teil:
- Leiter GENIC (Germann National Intelligence Cell) in Mostar (Bosnien und Herzegowina) im Rahmen von SFOR (im Zeitraum 1996–1998)
- Leiter vorgeschobene Planungszelle im Rahmen von SFOR (im Zeitraum 1998–2000)
- Stellvertretender CJ 2 (Combined Joint Staff Branch for Intelligence) und CJ2XO (CJ2 Executive Officer) im Regionalkommando Nord bei ISAF in Afghanistan